# Grzegorz Markowski (dziennikarz)
Grzegorz Markowski (ur. 28 kwietnia 1973 w Bielsku-Białej) – polski dziennikarz radiowy i telewizyjny.

## Życiorys
Absolwent Wydziału Filozofii i Socjologii Uniwersytetu Warszawskiego.
Pracował dla Radiostacji, Radia Bis oraz w magazynie „City Magazine”. Współtworzył pierwsze radiowe reality show „Dwa Braty” wraz z Kamilem Dąbrową i Marcinem Chłopasiem w Radiostacji. Prowadził też audycję „Radio NRD”. Jest współautorem audycji „Wpół do 4 RP” w Tok FM. Razem z Kamilem Dąbrową prowadził program "Jazda po klipach" w VH1 Polska. Od września 2012 do czerwca 2014 razem z Krzysztofem Materną prowadził czwartkową audycję „Daję słowo” w Radiowej Jedynce.
Był współprowadzącym „Szkła kontaktowego” w TVN24, gdzie zadebiutował 1 marca 2008. Do września 2011 współprowadził niedzielne wydania tego programu z Kamilem Dąbrową, następnie do marca 2016 z Marią Czubaszek, a od kwietnia 2016 do grudnia 2018 ponownie z Kamilem Dąbrową, który zakończył współpracę z Grupą TVN po objęciu funkcji rzecznika prasowego prezydenta m.st. Warszawy Rafała Trzaskowskiego. Później program współprowadził głównie z Katarzyną Kasią i Michałem Kempą. W lipcu 2024 zakończył współpracę ze stacją TVN24 i przeszedł do Telewizji Polskiej, gdzie m.in. z Katarzyną Kasią od 9 września 2024 jest prowadzącym program „Kwiatki polskie”.
Przez 7 lat zajmował w MillwardBrown SMG/KRC stanowisko dyrektora ds. badawczo-rozwojowych.
W lutym 2007 objął funkcję dyrektora strategicznego agencji reklamowej DDB Warszawa, odpowiedzialnego m.in. za marki Pilsner Urquell, Dębowe Mocne, Lotos, Łowicz, Nałęczowianka. Od marca 2009 pracował dla firmy Corporate Profiles Consulting, specjalizującej się w doradztwie strategicznym, gdzie zajmuje stanowisko dyrektora Research & Discovery. W okresie czerwiec 2010–luty 2012 pisał felietony do tygodnika „Wprost”, ukazujące się w stałej rubryce „Bajka prawie polityczna”, a od 5 marca 2012 publikuje je w polskiej edycji tygodnika „Newsweek Polska”.
Od 10 lipca 2020 do 8 maja 2025 był dziennikarzem Radia Nowy Świat, gdzie w duecie z Katarzyną Kasią prowadzłi w czwartki poranne pasmo „Nowy Świt".
W 2018 otrzymał tytuł Mistrz Mowy Polskiej. W 2025 wraz ze współprowadzącą program Kwiatki polskie Katarzyną Kasią otrzymał nagrodę Wirtuale 2025 w kategorii „Osobowość medialna roku”
Jest żonaty, ma troje dzieci.